# أندريه برنارد (ممثلة)
أندريه برنارد (بالإنجليزية: Andrée Bernard)‏ هي ممثلة بريطانية، ولدت في 1 ديسمبر 1966 في دارتفورد ‏ في المملكة المتحدة.

## وصلات خارجية
- الموقع الرسمي
- أندريه برنارد على موقع IMDb (الإنجليزية)
- أندريه برنارد على موقع قاعدة بيانات الفيلم (الإنجليزية)